# Dolbadarn
Dolbadarn (ang. Dolbadarn Castle, wal. Castell Dolbadarn) – zamek położony malowniczo na skalistym wzgórzu nad jeziorem Llyn Padarn, od XIII wieku góruje nad drogą pomiędzy Llanberis i Betws-y-Coed. Wybudowany przez księcia Gwynedd, od 1230 do 1284 roku znajdował się w rękach walijskich, ponownie odżył w walijskiej historii w początkach XV wieku. Miłośnicy malarstwa romantycznego J.M. Turnera powinni odwiedzić ruiny zamku uwiecznionego przez malarza w cyklu obrazów.

## Historia
Zamek powstał jako twierdza strzegąca wejścia do doliny Nant Peris, wrót pasma gór Snowdonia. Wybudowana prawdopodobnie za sprawą Llywelyna Wielkiego księcia Gwynedd u podnóża pasma Snowdonii. Wybrano nie przypadkiem punkt o znaczeniu strategicznym, pozwalający każdemu garnizonowi stacjonującemu w tym miejscu skuteczne blokować ruch w kierunku serca Snowdonii. Zamek posadowiono na miejscu wcześniejszej fortecy, która istniała tu od VI wieku, chociaż nie zachowały się żadne ślady tamtejszej budowli.
Cechą charakterystyczną warowni jest okrągła masywna baszta - solidnie wykonana z łupków, wokół której zachował się obrys kamienny izb i obmurowania. Baszta ma wysokość ok. 14 m, a grubość muru około 26 cm. Nie zachowały się wewnętrzne stropy, ani wewnętrzne drewniane schody przypuszczalnie do najwyższego poziomu baszty nie prowadziły schody, ażeby się tam dostać należało dokonać wspinaczki po linie.
Jak w większości walijskich twierdz wejście do baszty znajduje się na poziomie pierwszego piętra. Parter był odpowiednikiem piwnicy, do której można się było dostać za pomocą drabiny poprzez specjalną zapadnie. W piwnicy istniało tylko jedno wąskie okno dostarczające świeżego powietrza i minimalną ilość światła. Wejście do Baszty było możliwe poprzez specjalną rampę znajdującą się u końca kamiennych schodów wejściowych.
Baszta posiadała kilka unikalnych cech. Jedną z nich była spuszczana kratownica, którą opuszczano z poziomu drugiego baszty oraz najwyższy poziom służący do obrony, do którego prowadziły kręte schody pomiędzy murami. Drugą cechą było istnienie trzech stropów wewnątrz baszty: parter pełniący rolę piwnicy, poziom pierwszy i poziom drugi. Większość walijskich zamków jak na przykład Zamek Dolwyddelan, posiadał jedynie dwa poziomy. Również spiralne schody pomiędzy poziomami zmieniające kierunki ze zgodnych na niezgodne z kierunkiem wskazówek zegara, niewątpliwie poprawiały cechy defensywne baszty. Nie jest pewne, ale antykwariusz Henryka VIII Tudora, John Lelland, dowodził, że zamek Dolbadarn był przez jakiś czas więzieniem, w którym Llywelyn Wielki przetrzymywał swojego brata Owaina ap Gruffudd podczas walk o kontrolę nad księstwem Gwynedd. Od roku 1250 Owain spędził w baszcie prawie 20 lat jako więzień swojego brata, przypuszczalnie na trzecim poziomie wieży.
Podczas zmagań o utrzymanie świeżo zdobytej państwowości, zamek Dolbadarn był broniony przez jednego z braci Llywelyna Dafydda ap Gruffudd. Jednak zamek i załoga uległa armii księcia Pembroke w 1283, kilka miesięcy później Llywelyn ap Gruffud, ówczesny książę Walii został podstępnie zwabiony w pułapkę i zgładzony przez anglików. Podobne losy spotkały księcia Dafydda ap Gruffudd, który schronił na wyżynie Carneddau. Gdzie został pojmany przez Anglików w czerwcu 1283, przewieziony do Shrewsbury, i stracony.
Podczas dwóch lat zamek stał opuszczony, a elementy drzewne używane do budowy pobliskiego zamku Caernarfon.
W 1400 Walijczykom udało się na krótko przepędzić Anglików, w niespełna 4 lata odzyskano całe terytorium, odzyskano również zamek Dolbadarn. Przez 10 lat ponownie załopotała na jego baszcie chorągiew walijska.
Podczas powstania Owaina Glyndywr, wykorzystano basztę Dolbadarn do przetrzymywania przeciwników powstania - między innymi Reginalda Grey, trzeciego barona Greya de Ruthyn oraz Daffyda Gama zagorzałego wroga Glyndwra.
Obecnie możemy oglądać jedynie zarys fundamentów zamku, które pozwalają odtworzyć hipotetyczny pierwotny wygląd zamku. Zamek posadowiony został na planie, litery L, z prostokątną wieżą połączoną murem obronnym z zachowaną obecnie basztą oraz prostokątnym dziedzińcem. Zamek znajduje się obecnie pod pieczą walijskiego stowarzyszenia ochrony dziedzictwa narodowego.